# Carex crebra
Carex crebra är en halvgräsart som beskrevs av V.I. Kreczetowicz. Carex crebra ingår i släktet starrar, och familjen halvgräs. Inga underarter finns listade i Catalogue of Life.